# André Joseph Panckoucke
André Joseph Panckoucke (* 31. Januar 1703 in Lille; † 19. Januar 1753 in Lille) war ein französischer Schriftsteller und Buchhändler.

## Leben
André Joseph Panckoucke war der Sohn von Pierre Panckoucke und Marie Angélique Hennion. Zuerst arbeitete er als Kurzwarenhändler und gründete um 1730 in seiner Vaterstadt eine Buchhandlung. Er verfügte über eine gute Bildung und begnügte sich nicht damit Bücher zu verkaufen, sondern verfasste nicht wenige selbst. Am 12. Februar 1730 vermählte er sich mit Marie-Marguerite Gandouin, Tochter des Pariser Gelehrten und Buchhändlers Pierre Gandouin. Aus dieser Eheverbindung gingen u. a. der Schriftsteller und Verleger Charles-Joseph Panckoucke (* 1736; † 1798) sowie die Autorin und Salonnière Amélie Suard (* 1750; † 1830), Gattin des Journalisten und Schriftstellers Jean Baptiste Antoine Suard, hervor.
Panckoucke, der Voltaire bewunderte und mit diesem einige Zeit in Briefkontakt stand, starb 1753 im Alter von 50 Jahren in Lille. Er war ein Jansenist und so freisinniger Schriftsteller, dass sein Beichtvater ihn nicht mit den Sterbesakramenten versehen und ihm kein ordentliches Begräbnis gestatten wollte. Es bedurfte des Einschreitens des Bischofs von Tournai, um seine Bestattung dennoch zu ermöglichen.

## Werke
- Dictionnaire historique et géographique de la châtellenie de Lille, Lille 1733
- Éléments d’astronomie, Lille 1739
- Éléments de géographie, Lille 1740
- Essai sur les philosophes, ou les égarements de la raison sans la foi, Amsterdam 1743 (Neuausgabe unter dem Titel Usage de la raison, 1753)
- La Bataille de Fontenoi, Lille 1745 (in burlesken Versen verfasste Kritik und Parodie des Gedichts Voltaires über denselben Gegenstand)
- Manuel philosophique ou Précis universel des sciences, 2 Bde., Lille 1748
- Dictionnaire des proverbes français, Paris 1749
- Les Études convenables aux demoiselles contenant la grammaire, la poésie, la rhétorique …, 2 Bde., Paris 1749 (lange Zeit in den französischen Erziehungsanstalten benutzte Schrift)
- Amusements mathématiques, 1749
- Art de désopiler la rate, 1754 (nach dem Tod des Verfassers erschien auch eine zweite, erweiterte Ausgabe in zwei Bänden, 1773)
- Abrégé chronologique de l’histoire de Flandre, contenant les traits remarquables des comtes de Flandre, depuis Baudouin Ier jusqu’à Charles II, roi d Espagne, postume Ausgabe Dünkirchen 1762 (mit einer Einleitung von Abbé Montlinot)